# Alanine
Alanine (afgekort als Ala of A) is een klein, natuurlijk voorkomend aminozuur. Als een van de twintig α-aminozuren die voor eiwitsynthese worden gebruikt, maakt alanine deel uit van vrijwel elk eiwitmolecuul. De zijketen van alanine bestaat uit een methylgroep, waardoor het geclassificeerd wordt als een apolair en alifatisch aminozuur. Alanine is voor de mens niet essentieel; het lichaam is in staat alanine zelf aan te maken.
Alanine is een van de weinige aminozuren waarvan zowel de linksdraaiende als de rechtsdraaiende stereo-isomeer in de natuur wordt aangetroffen, respectievelijk L-alanine en D-alanine. L-alanine is een bouwsteen voor eiwitsynthese en is samen met leucine een van de meest abundante aminozuren in de primaire structuur van veelvoorkomende eiwitten. D-alanine komt voor in speciale polypeptiden in de celwand van bepaalde bacteriën, in sommige antibiotica, en in de weefsels van kreeftachtigen als osmoliet.

## Biochemie en synthese

### Eigenschappen
Alanine is, na glycine, het meest eenvoudige aminozuur. De zijketen is een methylgroep en daarom wordt alanine geclassificeerd als een apolair aminozuur. Door de aanwezigheid van de polaire amine- en carbonzuurgroepen is het desondanks toch goed wateroplosbaar. De methylzijketen is niet reactief en is daarom vrijwel nooit rechtstreeks betrokken bij de eiwitfunctie. In zuivere vorm is alanine een goed wateroplosbaar wit, kristallijn poeder.
Alanine wordt gecodeerd door de codons die beginnen met GC, namelijk GCU, GCC, GCA en GCG. In een mengsel van 1150 verschillende eiwitten bleek alanine 7,8% van de totale primaire structuur (aminozuursequentie) te vertegenwoordigen. Bij eukaryoten is het aanwezige alanine linksdraaiend, dus L-alanine. Bij bacteriën komt D-alanine in de celwand voor. Penicilline doodt bacteriën doordat het op D-alanine aangrijpt.
Alanine komt in veel levensmiddelen voor, met name in eiwitrijke producten. Goede bronnen van alanine zijn vlees, kip, vis en eieren. Ook sommige eiwitrijke groenten zoals avocado zijn rijk aan alanine.

### Biosynthese
De belangrijkste biochemische synthese van alanine in het lichaam verloopt via een reductieve aminering van pyrodruivenzuur. Omdat dergelijke amineringreacties in de regel reversibel zijn en pyrodruivenzuur in alle cellen aanwezig is, kan alanine gemakkelijk worden gevormd. Deze syntheseroute is gekoppeld aan belangrijke stofwisselingsroutes, zoals de glycolyse, de gluconeogenese en de citroenzuurcyclus. Ook kan alanine gevormd worden uit andere vertakte aminozuren, zoals valine, leucine en isoleucine.

### Chemische synthese
L-Alanine werd in 1850 door Adolph Strecker gesynthetiseerd en benoemd. Hij koos deze naam als afgeleide van de benaming 'aldehyde', aangezien hij het aminozuur uit een aldehyde via de naar hem genoemde Strecker-aminozuursyntheseroute synthetiseerde. Het aminozuur werd in 1888 als proteïnebestanddeel van zijde gekarakteriseerd en daaruit geïsoleerd.
Een racemisch mengsel van D- en L-alanine kan bereid worden door de Strecker-aminozuursynthese van aceetaldehyde met ammoniumchloride, in aanwezigheid van natriumcyanide. Een alternatieve methode is de ammonolyse van 2-broompropaanzuur:

### Afbraak
Alanine wordt afgebroken door oxidatieve deaminering. Deze reactie verloopt op dezelfde manier als de hierboven beschreven reductieve aminering, maar dan in omgekeerde richting. Katalyse vindt plaats middels dezelfde enzymen. De richting van het proces wordt grotendeels bepaald door de relatieve concentratie van de substraten en producten van de betrokken reacties.

## Fysiologische functies

### Glucose-alaninecyclus
Bij zoogdieren speelt alanine een sleutelrol in de glucose-alaninecyclus: een stofwisselingscyclus tussen spierweefsels en lever. In spieren en andere weefsels die aminozuren afbreken, vindt accumulatie van stikstof plaats (in de vorm van glutamaat). De aminogroepen op glutamaat worden overgebracht naar pyruvaat, een product van de glycolyse, in een proces waarbij alanine en α-ketoglutaraat worden gevormd. Het alanine komt in de bloedbaan terecht en wordt naar de lever getransporteerd. In de lever wordt het geregenereerde pyruvaat gebruikt voor de gluconeogenese: de vorming van glucose dat via het bloed weer naar de spieren terugkeert. Glutamaat wordt afgebroken tot ammonium, dat later als ureum via de nieren wordt uitgescheiden.
Dankzij de glucose-alaninecyclus kunnen pyruvaat en glutamaat uit de spieren verwijderd worden en veilig naar de lever worden getransporteerd. In de lever wordt pyruvaat gebruikt om glucose te regenereren, waarna de glucose terugkeert naar de spier voor energielevering. De energetische last van gluconeogenese wordt verplaatst naar de lever in plaats van de spier, zodat alle beschikbare ATP in de spier kan worden besteed aan spiercontractie. De glucose-alaninecyclus is een katabole route en berust op de afbraak van eiwitten. Of de cyclus voorkomt bij ongewervelde dieren is onduidelijk.

### Diabetes
Veranderingen in de alaninecyclus kunnen de niveaus van de alanineaminotransferase (ALT) in het bloed verhogen, wat in verband is gebracht met de ontwikkeling van diabetes type II. Of een hoge ALT-waarde binnen het normale bereik ook samenhangt met een groter risico voor diabetes, is niet bekend.

### Cholesterol
Dierproeven hebben voor alanine een cholesterolverlagende werking aangetoond. Bij onderzoek bij mensen met CVS (chronischevermoeidheidssyndroom) werden verhoogde alanine waarden aangetoond en lage voor  tyrosine en fenylalanine.